# П-911 «Тиса»
| П-911 «Тиса»               | П-911 «Тиса»                                 | П-911 «Тиса»                                 |
| -------------------------- | -------------------------------------------- | -------------------------------------------- |
| П-911 «Тиса» P-911 «Tisa»  |                                              |                                              |
|                            |                                              |                                              |
|                            |                                              |                                              |
| Під прапором               | Югославія                                    | Югославія                                    |
| Спуск на воду              | 1983 рік                                     | 1983 рік                                     |
| Виведений зі складу флоту  | 1997 рік                                     | 1997 рік                                     |
| Сучасний статус            | Експонат Музею науки і технології в Белграді | Експонат Музею науки і технології в Белграді |
| Проєкт                     |                                              |                                              |
| Основні характеристики     |                                              |                                              |
| Швидкість (надводна)       | 7 вузлів                                     | 7 вузлів                                     |
| Швидкість (підводна)       | 8 вузлів                                     | 8 вузлів                                     |
| Гранична глибина занурення | 120 м                                        | 120 м                                        |
| Автономність плавання      | 250 миль (на 3 вузлах)                       | 250 миль (на 3 вузлах)                       |
| Екіпаж                     | 4 моряки та 6 диверсантів                    | 4 моряки та 6 диверсантів                    |
| Розміри                    |                                              |                                              |
| Довжина найбільша (по КВЛ) | 18,82 м                                      | 18,82 м                                      |
| Ширина корпусу найб.       | 2,4 м                                        | 2,4 м                                        |
| Водотоннажність надводна   | 76,1 т                                       | 76,1 т                                       |
| Озброєння                  |                                              |                                              |
| Торпедно- мінне озброєння  | 4 донні міни                                 | 4 донні міни                                 |

'П-911 «Тиса» (серб. П-911 «Тиса», хорв. P-911 «Tisa») — надмалий підводний човен ВМС Югославії 1980—2000-х років типу «Уна». За післявоєнною традицією, названий на честь ріки Тиси

## Історія служби
Підводний човен «Тиса» був збудований у 1983 році на верфі «Brodogradilište specijalnih objekata» у Спліті. Ніс службу у складі ВМС Югославії.
Виключений зі складу флоту у 1997 році.
Після розпаду Югославії у 2006 році човен відійшов під юрисдикцію Чорногорії. У 2014 році переданий Сербії для розміщення в Музеї науки і технології в Белграді.